# Ion Andoni Goikoetxea
Ion Andoni Goikoetxea (født 21. oktober 1965) er en tidligere spansk fodboldspiller.

## Spaniens fodboldlandshold
| Spaniens landshold | Spaniens landshold | Spaniens landshold |
| År                 | Kmp                | Mål                |
| ------------------ | ------------------ | ------------------ |
| 1990               | 4                  | 0                  |
| 1991               | 5                  | 0                  |
| 1992               | 5                  | 0                  |
| 1993               | 5                  | 0                  |
| 1994               | 11                 | 3                  |
| 1995               | 5                  | 1                  |
| 1996               | 1                  | 0                  |
| Total              | 36                 | 4                  |